# Les Repôts
Les Repôts ist eine französische Gemeinde im Département Jura in der Region Bourgogne-Franche-Comté. Sie gehört zum Arrondissement Lons-le-Saunier und zum Kanton Bletterans. Der Ort hat 55 Einwohner (Stand 1. Januar 2022), sie werden Reposiens, resp. Reposiennes genannt.

## Geografie
Sie grenzt im Westen an die Gemeinden Saillenard und Beaurepaire-en-Bresse und somit an das Département Saône-et-Loire. Die weiteren Nachbargemeinden sind Fontainebrux im Norden sowie Courlaoux im Osten und im Süden.

## Bevölkerungsentwicklung
| Jahr                       | 1962 | 1968 | 1975 | 1982 | 1990 | 1999 | 2008 | 2017 |
| -------------------------- | ---- | ---- | ---- | ---- | ---- | ---- | ---- | ---- |
| Einwohner                  | 41   | 29   | 20   | 29   | 29   | 23   | 32   | 52   |
| Quellen: Cassini und INSEE |      |      |      |      |      |      |      |      |